# 南安特里姆 (英國國會選區)

南安特里姆在北愛爾蘭的位置

南安特里姆（英語：South Antrim），英國國會一郡選區，位於北愛爾蘭，包括安特里姆區全部和紐頓阿比區一部，創設於1885年，1922年撤销，1950年恢復。

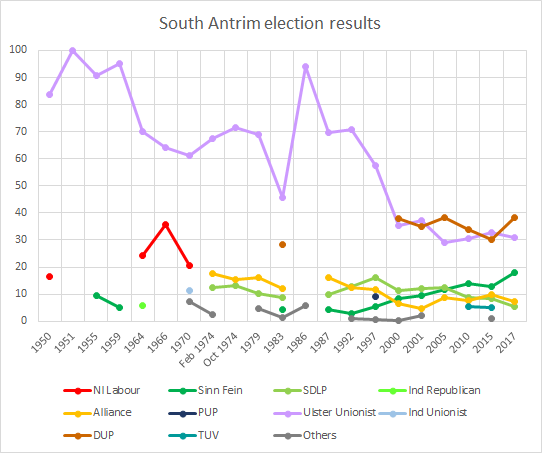
歷年選舉結果：紫色阿爾斯特統一黨；褐色代表民主統一黨

該區一直是親英選區。恢設以來多數是阿爾斯特統一黨佔優的選區，但近年要與北愛民主統一黨輪流佔據議席。2010年大選中北愛民主統一黨的威廉·麥克雷以33.9%選票勝出該區成功連任。2015至2017年則由阿爾斯特統一黨短暫奪回。